# Paleozoikum
Paleozoikum (z řec. paleos, starý a zóé, život), česky prvohory, je nejstarší ze tří geologických ér fanerozoika, nejmladšího eonu (věku) Země. Podle současného datování tato éra zahrnuje období před 541 až 252 miliony let a trvala zhruba 289 milionů let. Dělí se na celkem šest period (od nejstarší): kambrium, ordovik, silur, devon, karbon a perm.
Paleozoikum začíná kambrickou explozí, mohutným rozvojem vícebuněčných organismů, a končí vymíráním na konci permu, největším hromadným vymíráním druhů v historii Země, po kterém nastupuje éra mezozoika (druhohor), nazývaná také "érou plazů".

## Geologie a klima
| Perioda  | Oddělení           | Stáří (miliony let) |
| -------- | ------------------ | ------------------- |
| perm     | svrchní (loping)   | 252,2–259,8         |
| perm     | střední (guadalup) | 259,8–272,3         |
| perm     | spodní (cisural)   | 272,3–298,9         |
| karbon   | pennsylvan         | 298,9–323,2         |
| karbon   | mississip          | 323,2–358,9         |
| devon    | svrchní            | 358,9–382,7         |
| devon    | střední            | 382,7–393,3         |
| devon    | spodní             | 393,3–419,2         |
| silur    | přídolí            | 419,2–423,0         |
| silur    | ludlow             | 423,0–427,4         |
| silur    | wenlock            | 427,4–433,4         |
| silur    | llandovery         | 433,4–443,4         |
| ordovik  | svrchní            | 443,4–458,4         |
| ordovik  | střední            | 458,4–470,0         |
| ordovik  | spodní             | 470,0–485,4         |
| kambrium | furong             | 485,4 – ~497        |
| kambrium | série 3            | ~497 – ~509         |
| kambrium | série 2            | ~509 – ~521         |
| kambrium | terreneuv          | ~521 – ~541         |

Již před počátkem paleozoika došlo k rozpadu superkontinentu Rodinie na menší pevniny. Největší pevninou byl obří kontinent Gondwana, jenž se rozkládal od jižního pólu, ale částečně zasahoval přes rovník i na severní polokouli. Tento kontinent v sobě obsahoval dnešní Afriku, Jižní Ameriku, Austrálii, Antarktidu, Indii a další menší části dnešních pevnin. Severní Amerika, Sibiř, Baltika tvořily samostatné obří ostrovy.
V průběhu paleozoika ale postupně docházelo ke kolizím těchto pevnin, čímž vznikl na přelomu karbonu a permu nový superkontinent Pangea, jenž se rozkládal od severního pólu až k jižnímu. Kolize pevnin v průběhu utváření Pangey byla provázena variským (hercynským) vrásněním, při kterém vznikla rozsáhlá pásemná pohoří dosahující nejspíše značných nadmořských výšek srovnatelných s dnešním Himálajem. Tato pohoří však již byla většinou dávno zcela zahlazena erozí. Při tomto procesu byla utvořena řada geomorfologických jednotek.
Během tohoto dlouhého období docházelo mnohokrát ke kolísání mořské hladiny, což mělo za následek značné změny v organickém světě v mořích. Velké poklesy hladiny světového oceánu způsobovaly vymírání mnoha druhů, jelikož se zmenšovala plocha mělkých šelfových mořích, kde bývá nejvyšší druhová diverzita. Složení atmosféry ovlivňovala kromě sopečné činnosti též činnost živých organismů. Docházelo k oxigenačním eventům, kdy byl obsah kyslíku v atmosféře až kolem 35 %. Klima pak rozložení kontinentů, přičemž máme z této doby zaznamenaná i období značného rozšíření pevninských ledových štítů. Velmi studeným obdobím byl svrchní ordovik, který je považován za vůbec jedno z nejchladnějších období historii planety Země, k dalšímu rozšíření ledovců pak došlo na přelomu karbonu a permu. Vznik Pangey způsobil v průběhu permu rozšíření suchého kontinentálního podnebí na velkou část souše a tedy i velké rozšíření pouští.
V období starších prvohor bylo klima značně nestálé a ovlivňované sopečnou činností i tektonickými pochody, které významně ovlivňovaly evoluci tehdejších organismů.

## Život
Na počátek období paleozoika klademe tzv. kambrickou explozi, to byl čas globálního explozivního rozvoje mnohobuněčných mořských organismů, které patrně nahradily právě vyhynulé organismy ediakarské fauny. Období ukončilo katastrofální vymírání organismů na konci období permu, kdy vymřela valná většina existujících druhů.

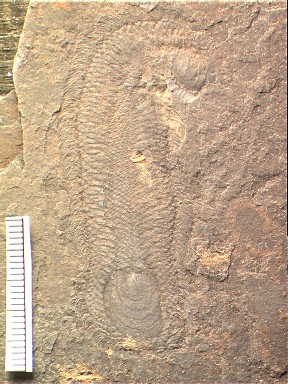
Halkieria, živočich patřící do skupiny malých zkamenělých schránek ze spodního kambria.

Počátek prvohor je charakteristický prudkým nástupem živočichů vytvářejících pevné schránky, které se mohou dobře zachovávat v usazených horninách. Nejprve se jedná o fauny tzv. malých zkamenělých schránek (small shelly fossils), což je dodnes taxonomicky nezařazená skupina organismů, která ve spodním kambriu rychle dosáhla velkého rozšíření a podobně náhle ve středním kambriu mizí. V průběhu tohoto prvního prvohorního útvaru se již objevuje většina ze současných živočišných kmenů. Jsou to měkkýši, členovci, láčkovci, ale i první bezčelistní drobným rybkám podobní strunatci – tedy praobratlovci.
V ordoviku pokračuje dále vývoj strunatců – objevují se pancéřnaté ryby, nejprve bezčelistné, později se pravděpodobně z žaberních oblouků vyvinuly čelisti, které nejprve byly u predátorů vyzbrojeny kostěnými destičkami, jež pak nahradily skutečné zuby; to se ale stalo mnohem později, první fosilie pravých ryb známe z období siluru.
Ke svrchnímu ordoviku existují i první doklady o existenci rostlin rostoucích na souši, v siluru pak vystupují nad hladinu první členovci. Mezitím na přelomu ordoviku a siluru došlo k velkému vymírání druhů, které někteří paleontologové považují za druhé největší.
Ačkoli existují určité náznaky o dřívější existenci obratlovců pohybujících se po souši, první spolehlivé doklady pocházejí z pozdního devonu, ke kterému jsou datovány nálezy primitivních obojživelníků. Na území dnešního Grónska to byly tvorové rodu Ichtyostega a Acanthostega, Turelpeton z Ruska a Metaxygnathus z Austrálie. Za rybí předky těchto obojživelníků jsou považovány lalokoploutvé ryby. Tyto ryby pravděpodobně začaly vylézat na suchou zem proto, že zde nacházely nové zdroje potravy.
Obojživelníci se však ještě zcela nedokázali vzdát vodního prostředí, jelikož vejce kladou právě tam a tam také vyrůstají jejich potomci z larválních stádií. Postupující vysušování klimatu související s formováním superkontinentu Pangea ovšem ve svrchním karbonu vedlo k vytvoření takové životní strategie, která potřebu vody k rozmnožování eliminovala. Byli to plazi v období permu, kteří jako první z obratlovců dokázali zcela přežít v suchém prostředí, začali totiž snášet vejce obalená skořápkou. Ta zárodky chránila před vysušením, zároveň se ve vejci nacházelo dostatek vyživujících látek, které umožnily, že se z vejce vylíhl mladý jedinec, schopný samostatného života.
Z období karbonu se zachovaly obří ložiska černého uhlí, které svědčí o rozsáhlých pralesích v bažinatém prostředí, ve kterých rostly mnohametrové stromové plavuně a přesličky, žily zde též neobvykle velké druhy hmyzu, např. známá Meganeura.

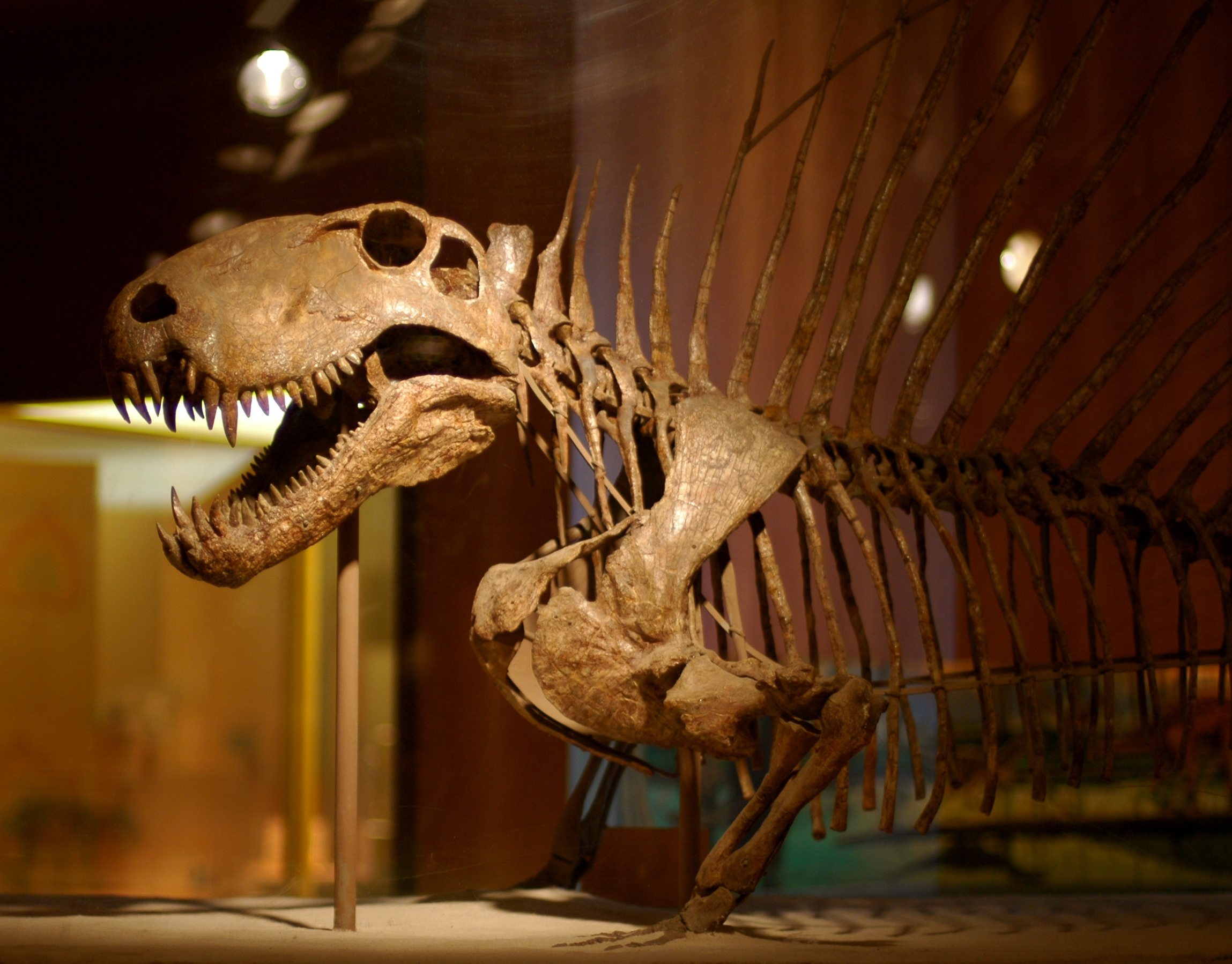
Savcovitý plaz rodu Dimetrodon ze spodního permu.

Již během pozdního karbonu se počíná vyvíjet skupina tzv. savcovitých plazů – synapsidů. Jedná se o živočichy, kteří postupně získávají určité savčí znaky. Rozrůzňují se jim zuby, postupně na řezáky, špičáky a další. Mění se čelistní kloub i stavba spodní čelisti – savci mají spodní čelist tvořenou jedinou kostí, zatímco plazí čelist se skládá z několika kostí. Získávají schopnost rodit živá mláďata. Tato skupina se bohatě rozvíjí během permu, úspěšně přežívá do druhohorního triasu, kdy z větší části vymírá – kromě té skupiny, kterou již můžeme označit za pravé savce.
Na konci permu dochází k největšímu známému vymírání organismů v dějinách Země. Jeho příčiny nejsou objasněny, zdá se však ale, že šlo o souběh několika událostí a víme též, že toto vymírání neprobíhalo zcela náhle, ale postupně během delšího časového období. Z této doby jsou známy tzv. sibiřské trapy, to je místo, kde bylo z nitra Země vyvrženo nesmírné množství lávy právě na konci permu. Jednalo se o jednu z největších vulkanických událostí za posledních mnoho set milionů let. Tato erupce musela vypustit do atmosféry velké množství oxidu uhličitého a siřičitého. V této době došlo též i k dalším velkým erupcím jinde ve světě. Již předtím docházelo k výraznému kolísání mořské hladiny, jež v několika epizodách zredukovala rozsah na život nejbohatších mělkých moří. Rozklad odumřelých organismů mohl způsobit uvolňování metanu, což je spolu s oxidem uhličitým další významný skleníkový plyn. Se zvyšující se teplotou spolu s existencí superkontinentu Pangea docházelo k vysušování klimatu. Nesmíme též zapomenout, že příznaky úpadku mnoha životních forem známe již z období předcházející o miliony let konci permu. I samotné vymírání mohlo probíhat po dobu milionů let, a to i bez náhlé katastrofické události, ale jako důsledek souhry mnoha faktorů. Každopádně bylo odhadnuto, že toto období přežilo jen asi 5 % živočišných druhů.
| Fanerozoikum  | Fanerozoikum              | Fanerozoikum         |
| ------------- | ------------------------- | -------------------- |
| Předchůdce: — | 542 Ma–251 Ma Paleozoikum | Nástupce: mezozoikum |